# Creoleon aegyptiacus
Creoleon aegyptiacus is een insect uit de familie van de mierenleeuwen (Myrmeleontidae), die tot de orde netvleugeligen (Neuroptera) behoort. 
Creoleon aegyptiacus is voor het eerst wetenschappelijk beschreven door Rambur in 1842.